# ساگونگوو
ساگونگوو (به صربی: Sagonjevo) یک منطقهٔ مسکونی در صربستان است که در کورشوملیا واقع شده‌است. ساگونگوو ۱۱۸ نفر جمعیت دارد.